# Успенский, Яков Викторович
Яков Викторович Успенский (англ. James Victor Uspensky, 11 мая 1883, Урга, Внешняя Монголия, Империя Цин — 27 января 1947, Сан-Франциско, США) — русский, советский и американский математик, академик РАН. Основные труды относятся к теории чисел и теории вероятностей, всего он написал 6 монографий и более 50 научных статей.

## Биография
Родился в Монголии в семье русского дипломата В. М. Успенского. Гимназию окончил в Петербурге, с золотой медалью (1902). В 1903—1906 годах окончил Петербургский университет с дипломом I степени, с 1907 года начал преподавание в Институте инженеров путей сообщения и Политехническом институте, педагогической академии и Женском педагогическом институте. Столь напряжённая деятельность была, вероятно, вызвана тяжёлым материальным положением.
В марте 1911 года защитил магистерскую диссертацию «Некоторые приложения непрерывных параметров к теории чисел» и стал приват-доцентом университета, в 1915 году — экстраординарным профессором университета, а в 1917 году — ординарным профессором. В те годы и в дальнейшем много внимания уделял занимательной математике, издал несколько популярных сборников задач.
В 1921 году, в связи со смертью академика А. М. Ляпунова, Я. В. Успенский по рекомендации академиков А. А. Маркова, В. А. Стеклова и А. Н. Крылова был избран академиком РАН на освободившееся место. После смерти В. А. Стеклова в 1926 году Я. В. Успенский остался единственным советским академиком в области чистой математики, и теперь уже он (вместе с А. Н. Крыловым) дал рекомендацию по избранию нового академика-математика, которым стал С. Н. Бернштейн.
Я. В. Успенский работал в классических областях математики и скептически относился к некоторым новым её разделам, которые появились в XX веке и нашли убеждённых сторонников в московской математической школе. Так, в письме к А. Н. Крылову в 1926 году он резко отрицательно оценил теорию множеств и работы Н. Н. Лузина:
Относительно Лузина я знаю, что он хороший специалист в своей области (теория множеств и связанная с нею канторовско-лебеговская дребедень), блестящий npoфeccop, создавший в Москве школу своих учеников и своим влиянием упразднивший настоящую математику в Москве… Лично я Лузина почти не знаю и потому, если я позволяю себе высказываться неодобрительно о его направлении, то только потому, что чувствую к этому направлению глубокое омерзение и твёрдо уверен, что мода на это скоро пройдёт.
С июля по ноябрь 1924 года Я. В. Успенский находился в заграничной командировке как российский делегат на VII Международном конгрессе математиков в Торонто, где выступил с докладом, посетил также США. В 1926 году он снова поехал в США на 2 года, читал лекции в нескольких университетах, а 13 октября 1927 года оформил брак с американкой Люсиль Зандер (англ. Lucile Uspensky-Zander, 1899-1970). Год супруги провели в СССР, затем Люсиль вернулась в США. 18 марта 1928 года член Физико-математического общества Успенский прочёл «публичную лекцию» на тему «Полтора года в Америке». Из третьей командировки в 1929 году Успенский уже не вернулся, приняв решение остаться в США. 29 ноября 1930 года на общем собрании Академии наук СССР Успенский в соответствии с его письменной просьбой был исключён из числа советских академиков. Его богатая библиотека была национализирована.
В США Я. В. Успенский несколько месяцев читал лекции в Миннесотском университете, а затем был приглашён профессором Стэнфордского университета и оставался в этой должности до своей смерти в 1947 году.

## Труды
В 1920 году Успенский независимо от Харди и Рамануджана нашёл асимптотическое выражение для числа разбиений.
- Первые шаги Педагогической академии. СПб., 1910.
- Соображения о возможно целесообразном преподавании математики в проектируемом институте инженеров земельных улучшений (записка 1915 г.). Историко-математические исследования. — М.: Янус-К, 1999. — № 39 (4). — С. 114-122.
- Введение в неевклидову геометрию. Петроград, 1922.
- Очерк истории логарифмов. Петроград, 1923. Переиздание: ЛКИ, 2010 г., 88 стр., ISBN 978-5-382-01163-9.
- Избранные математические развлечения. Петроград: Сеятель, 1924, 264 стр.
- On the Development of Arbitrary Functions in Series of Hermite's and Laguerre's Polynomials (англ.) // The Annals of Mathematics, Second Series : journal. — 1926-1927. — Vol. 28, no. 1/4. — P. 593—619.
- On Ch. Jordan's Series for Probability (неопр.) // The Annals of Mathematics, Second Series. — 1931. — Т. 32, № 2. — С. 306—312.
- An introduction to mathematical probability, McGraw Hill, 1937.
- Elementary Number Theory, McGraw Hill, 1939.
- Theory of Equations. Pp. vii. 353. New York: McGraw-Hill Book Co. (1948, repr. 1963).

Переводы
- Я. Бернулли. О законе больших чисел. Перевод Я. В. Успенского. Предисловие А. А. Маркова. М.: Наука, 1986 (переиздание публикации 1913 года).